# Acueducto de Plasencia
El acueducto de Plasencia es uno de los monumentos más representativos de Plasencia (Extremadura, España). Está situado en la parte norte de la ciudad, cerca del antiguo cuartel. Esta cañería no es de origen romano sino que fue construida en el siglo XVI por Juan de Flandes, como sustituta de otra del siglo XII y que pasaba por el actual barrio de La Data.

## Descripción
El acueducto de Plasencia recogía agua de las sierras de Cabezabellosa y El Torno; de las tomas de varios manantiales partía una cañería, que consistía en tubos de barro empalmados, que bajaba serpenteando entre berrocales y el terreno accidentado de la zona. Ya en las proximidades de Plasencia se transforma en un acueducto de sillería granítica y se dirige hasta la Fortaleza de Don Luis de Ávila y Zúñiga, cerca de la cual había un depósito desde donde se distribuía el agua a la ciudad hasta sus fuentes públicas.
Actualmente se conservan 55 arcos, la mayoría de ellos en San Antón, zona donde hubo una iglesia dedicada a este santo y que le da el nombre popular que reciben: Arcos de San Antón. 
Tiene una longitud de 300 metros y una altura de 18 en su punto más alto. Está compuesto por pilastras anchas y sólidas y arcos de medio punto, con dovelas prácticamente regulares. 
Durante la guerra civil española, las bombas derribaron varios arcos, como los que atraviesan la carretera N-630 o Ruta de la Plata, que tuvieron que restaurarse y que pueden distinguirse por el color de sus piedras. El crecimiento sin control de plantas en sus juntas ha hecho que durante años, en las exhibiciones de fuegos artificiales que se celebraban en el parque infantil de tráfico adyacente, se incendiara. 
En 2009, otra sección comenzó a inclinarse y hace poco han terminado las obras de restauración para evitar su caída.
Siete de estos cincuenta y cinco arcos del acueducto se encuentran junto al Hospital Virgen del Puerto, acotados dentro de un merendero con unas vistas de las dehesas de la zona muy bonitas. Ahí podemos ver los primeros arcos de granito. El merendero nos sirve de descanso, si se quiere ir por la carretera hasta la Ermita de la Virgen del Puerto, patrona de Plasencia.